# سلوفاكيا
سلوفاكيا (بالسلوفاكية: Slovensko) ورسمياً الجمهورية السلوفاكية (بالسلوفاكية: Slovenská Republika) هي دولة غير ساحلية تقع في وسط أوروبا يحدها من الشمال الغربي التشيك (215 كم) من الشمال بولندا (444 كم) من الشرق أوكرانيا (97 كم) من الجنوب المجر (677 كم) ومن الجنوب الغربي النمسا (91 كم).

## أصل التسمية
اسم سلوفاكيا يعني حرفيًا "أرض السلاف" (Slovensko باللغة السلوفاكية تنبع من الشكل الأقدم Sloven/Slovienin). على هذا النحو، فهي مشابهة لكلمتي سلوفينيا وسلافونيا. في اللاتينية والألمانية وحتى بعض المصادر السلافية في العصور الوسطى، غالبًا ما استُخدم نفس الاسم للسلوفاكيين والسلوفينيين والسلافونيين والسلاف بشكل عام. وفقًا لإحدى النظريات، تم تشكيل شكل جديد من الاسم الوطني لأسلاف السلوفاك بين القرنين الثالث عشر والرابع عشر، ربما بسبب التأثير الأجنبي؛ الكلمة التشيكية Slovák (في مصادر العصور الوسطى من عام 1291 فصاعدًا).

## التاريخ
استوطن السكان السلاف الأصليون المهاجرون من أوروبا الشرقية معظم أراضي سلوفاكيا الحالية في القرن الخامس الميلادي.
أصبحت سلوفاكيا جزء من إمبراطورية سامو في القرن السابع وازدهرت دولةً مستقلةً في القرن التاسع فيما عرف بمورافيا الكبرى مع وصول كيرلس وميثوديوس والتوسع تحت حكم الملك سفاتوبلوك.
بين القرنين 11 – 14 أصبحت سلوفاكيا جزءا من مملكة المجر ومن ثم الإمبراطورية النمساوية المجرية حتى العام 1918. عندها انضمت سلوفاكيا إلى إقليمي بوهيميا وجارتها مورافيا لتشكيل ما عرف بتشيكوسلوفاكيا والتي عرفت بالجمهورية الأولى.
في عام 1938 قُسمت تشيكوسلوفاكيا وفق معاهدة ميونخ إلى تشيكيا التي منحتها بريطانيا لهتلر وسلوفاكيا جمهوريةً مستقلةً محكومة من قبل نظام موالي لألمانيا النازية.
بعد نهاية الحرب العالمية الثانية أُعيد توحيد تشيكوسلوفاكيا لكن سرعان ما أصبحت عرضة لضغوط الاتحاد السوفيتي الذي تمكن من فرض الحكم الشيوعي خلال انتخابات عام 1948 ليضمها نهائيا إلى المعسكر الاشتراكي ولتصبح عضوا في حلف وارسو.

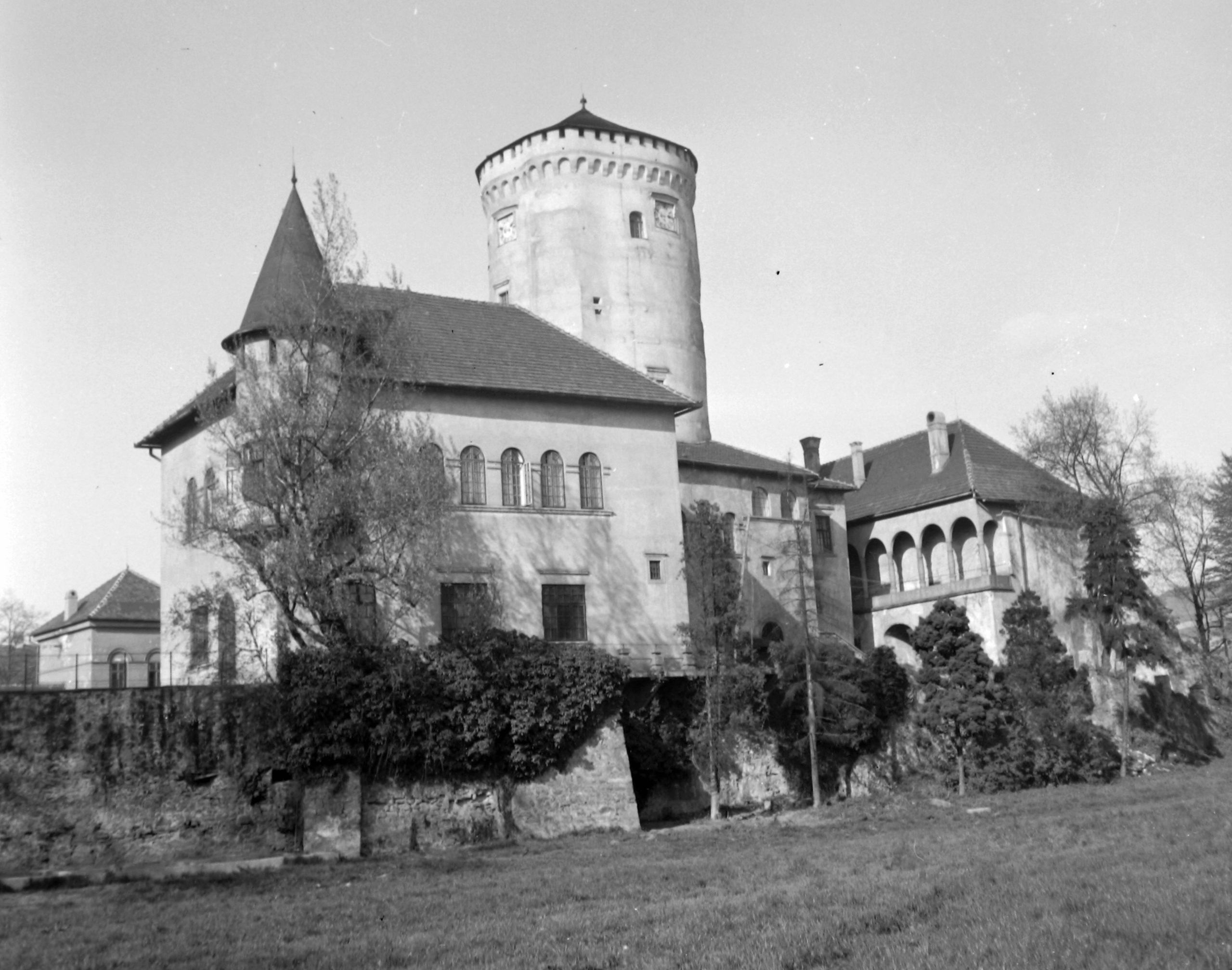
سلوفاكيا عام 1961

استمرت عزلة تشيكوسلوفاكيا وخضوعها لسيطرة الاتحاد السوفيتي  حتى عام 1989 حيث انتهى حكم النظام الشيوعي خلال تغير سلمي عرف بالثورة المخملية والذي كان أيضا نهاية لتشيكوسلوفاكيا بحد ذاتها وانقسامها إلى جمهورية سلوفاكيا وجمهورية التشيك في 1 كانون الثاني/يناير 1993.
أصبحت سلوفاكيا عضو في حلف شمال الأطلسي منذ نيسان/أبريل 2004 وفي الاتحاد الأوروبي منذ أيار/مايو 2004 وعضو في حلف الفيشغراد.

## الجغرافيا
تقع سلوفاكيا بين خطي عرض 47 درجة و 50 درجة شمالاً وخطي طول 16 درجة و 23 درجة شرقًا. تشتهر المناظر الطبيعية السلوفاكية في المقام الأول بطبيعتها الجبلية، حيث تمتد جبال الكاربات عبر معظم النصف الشمالي من البلاد. ومن بين هذه السلاسل الجبلية القمم العالية لمنطقة فاترا تاترا (بما في ذلك جبال تاترا وفاترا الكبرى وفاترا الصغرى)، وجبال خام سلوفاكيا ، وجبال سلوفاكيا الوسطى أو بيسكيدس. أكبر الأراضي المنخفضة هي الأراضي المنخفضة الخصبة على نهر الدانوب في الجنوب الغربي، تليها الأراضي المنخفضة السلوفاكية الشرقية في الجنوب الشرقي. تغطي الغابات 41٪ من سطح الأرض السلوفاكية.

### الجبال

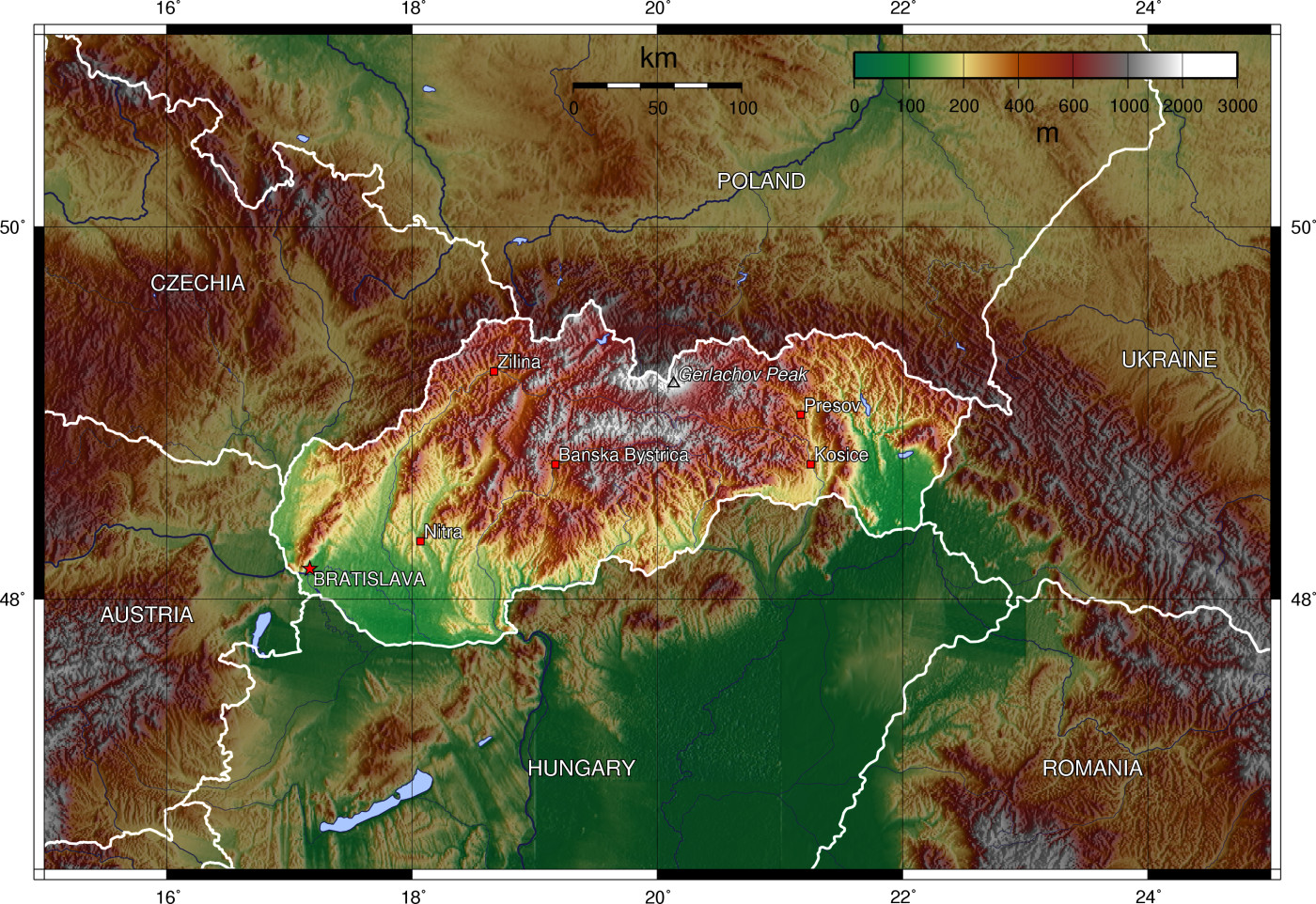
خريطة طبوغرافية لأراضي سلوفاكيا

تتميز سلوفاكيا بطبيعتها الجبلية حيث تمتد على مساحة واسعة من نصفها الشمالي سلسلة جبال كرباتيا من بينها جبال التاترا التي تشتهر بمناطق التزلج والعديد من البحيرات والوديان ذات الطبيعة الخلابة.

### أنهار

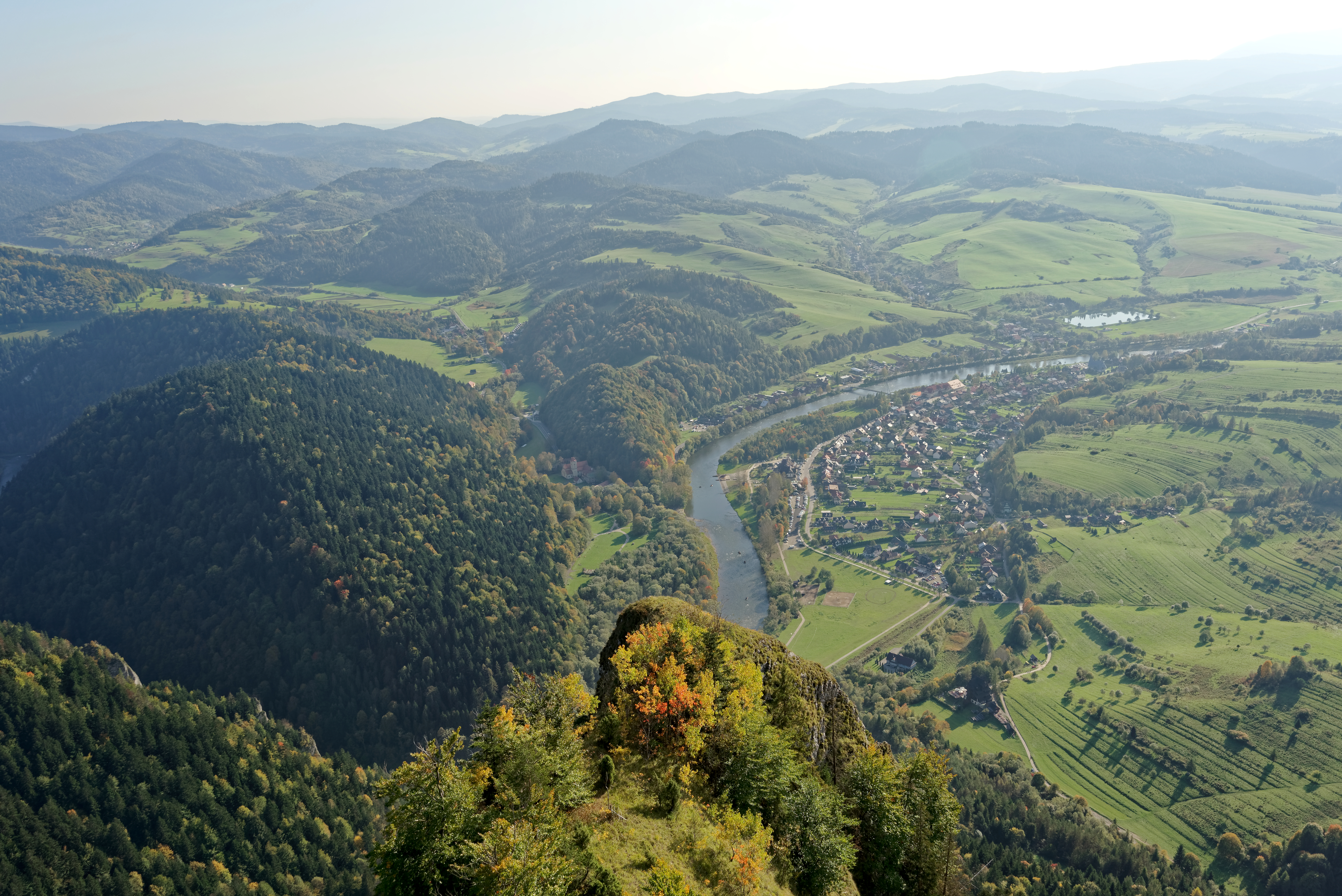
نهر دوناجيك

من أهم الأنهار الدانوب، الفاه وهرون حيث تنشط الملاحة النهرية نظرا لعدم وجود منافذ بحرية.

### المناخ

خريطة تصنيف كوبن للمناخ في سلوفاكيا

يتسم مناخ سلوفاكيا بصيف معتدل ماطر ذو رطوبة عالية وشتاء بارد مع هطول ثلجي كثيف.

### المعادن
من الثروات الطبيعية لسلوفاكيا الليجنيت وكميات قليلة من خامات الحديد والنحاس والمنغنيز والملح.

## التقسيمات الإدارية
قسمت سلوفاكيا إلى 8 أقاليم (kraje) سميت بأسماء مدن فيها وهي:

- بانسكا بيستريتسا
- براتيسلافا
- كوشيتسه
- نيترا
- بريشوف
- ترنتشين
- ترنافا
- جيلينا

### المقاطعات
- مقاطعة مارتن

### المدن
- براتيسلافا
- شالا
- نيترا

### قانون الدستور
تمت المصادقة على الدستور 1 أيلول/سبتمبر 1992 ودخل حيز التنفيذ 1 كانون الثاني/يناير 1993. عدل عام 1998 بغية تحويل الانتخابات الرئاسية إلى انتخابات شعبية مباشرة. عدل عام 2001 ليسمح بطلب العضوية في الاتحاد الأوروبي وحلف شمال الأطلسي.
القانون المدني مبني على قواعد نمساوية – مجرية تم تعديله باستئصال القوانين المستقاة من النظرية الماركسية اللينينية ليتناسب مع قوانين الاتحاد الأوروبي.

### السلطة التنفيذية
رئيس الجمهورية: هو رئيس الدولة وينتخب في تصويت شعبي مباشر لمدة 5 سنوات يتمتع بصلاحيات تنفيذية محدودة.
القسم الجمهوري:
أقسم بشرفي وضميري الإخلاص للجمهورية السلوفاكية. سأقوم بتنفيذ مهامي بما يتناسب مع مصالح المواطنين. سأعمل على صيانة الدستور وباقي القوانين وتنفيذها.
رئيس الوزراء: يتمتع بصلاحيات تنفيذية واسعة يعين من قبل رئيس الجمهورية عادة ما يكون زعيم الحزب أو الائتلاف الفائز بالانتخابات البرلمانية حيث. يقوم بتشكيل الحكومة أو مجلس الوزراء بطلب من قبل رئيس الجمهورية الذي يقوم بدوره بتعيينهم.

### السلطة التشريعية
أعلى سلطة تشريعية هي مجلس الشعب ذو المجلس التشريعي الواحد (Národná Rada Slovenskej Republiky) مكون من 150
مقعدا يتم انتخاب أعضائه على أساس التمثيل النسبي لمدة 4 سنوات.
يعتبر كل حزب حصل مرشحيه على نسبة 5% من الأصوات على الأقل في الانتخابات البرلمانية عضوا في مجلس الشعب ويشغل عدد من المقاعد يتناسب مع النسبة التي حصل عليها.

### السلطة القضائية
المحكمة الدستورية: يقدم مجلس الشعب قائمة بالمرشحين ليختار منهم رئيس الجمهورية 13 عضوا يقوم بتعيينهم لمدة 12 سنة.
المحكمة العليا: يتم انتخاب أعضائها من قبل مجلس الشعب.

### الأحزاب السياسية
- الحركة المسيحية الديمقراطية (KDH) بافول هروشوفتسكي
- الاتجاه - الديمقراطية الاجتماعية (Smer-SD) روبرت فيتسو
- حركة من أجل سلوفاكيا ديمقراطية – الحزب الشعبي (HZDS-ĽS) فلاديمير ميتشيار
- تحالف المواطن الجديد (ANO) بافول روسكو
- حزب الائتلاف المجري (SMK) بيلا بوغار
- الحزب الشيوعي السلوفاكي (KSS) يوزف شيفتس
- الاتحاد السلوفاكي الديمقراطي والمسيحي - الحزب الديمقراطي (SDKU-DS) ميكولاش دزوريندا
- الحزب القومي السلوفاكي (SNS) يان سلوتا
- المنتدى الحر (SF) إيفان شيمكو
- حركة من أجل الديمقراطية (HZD) يوزف غربا

## السياحة
تتميز سلوفاكيا بالمحافظة على المباني التاريخية في وسط العاصمة برتيسلافا ويتم تجديدها بنفس الشكل واللون التي تم بناؤه منذ نشأتها والتي يتم تنظيم رحلات بسيارات قديمة يتم شرح للمباني بلغات عدة كما يوجد بها عدة قلاع.

## التعليم

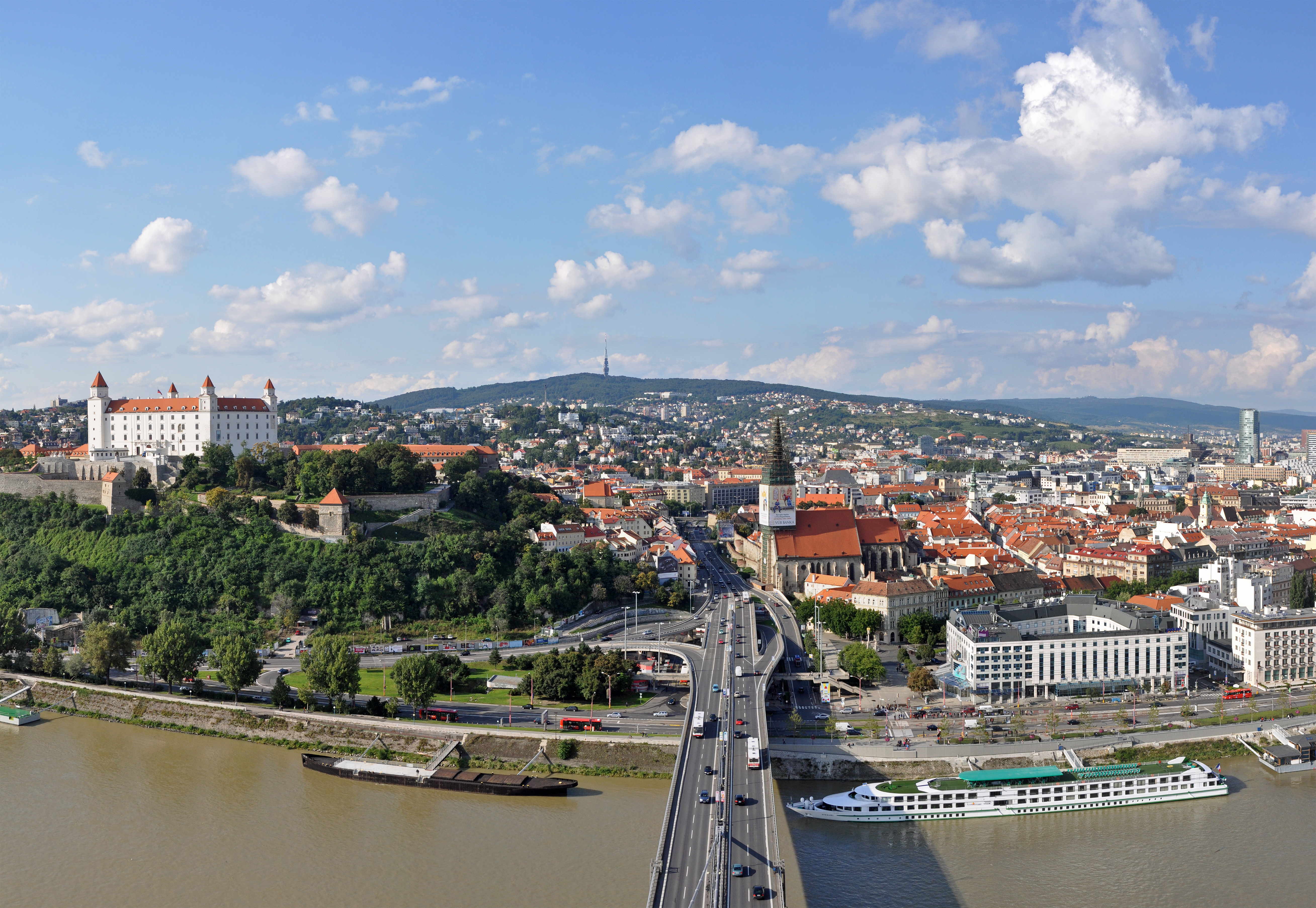
صورة لعاصمة براتسلافا التي تحوي أكبر المنشأت التعليمية بلبلد

في العاصمة براتيسلافا نجد عدة أفرع للجامعات منها الجامعة السلوفاكية التكنولوجية وهي تعتبر الجامعة الحكومية تم إنشاؤها سنة 1948 وأفرعها تنتشر في أنحاء سلوفاكيا وعلى سبيل المثال لا الحصر فرع الجامعة في منطقة «مودرا» طبعاً الدراسة فيها لأفرع الهندسة وفرع مودرا يتوفر فيه معهد للتمريض، وأيضاً هناك جامعة كومنيوس في براتيسلافا مبناها مطل على نهر الدانوب.

## الثقافة

### الفن
الفن التشكيلي في سلوفاكيا ممثل في الرسم، الطباعة، الفنون والحرف اليدوية، النحت التصوير الفوتوغرافي أو الفن المفاهيمي. يعد المتحف الوطني السلوفاكي، هو أفضل معرض لعرض الفنون السلوفاكية، تأسس المتحف في عام 1949.
شهد فن الجرافيك السلوفاكي ذروته خلال القرن ال20، فكان من أبرز صناع الطباعة كولومان سوكول (1902-2003)، ألبين برونوفسكي (1935-1997)، وغيرهم الكثير.

## الاقتصاد
تواجه سلوفاكيا العديد من الصعوبات خلال الانتقال من الاقتصاد ذو التخطيط المركزي إلى اقتصاد السوق.
أطلقت حكومة دوريندا عام 2002 العديد من عمليات الإصلاح التي شملت القطاع الضريبي وقطاعات الصحة والتعليم والتي عملت على جذب العديد من الاستثمارات الأجنبية وتقليص الإنفاق العام وتقوية العملة كما ساهمت في خفض نسبة البطالة إلى 15% ونسبة التضخم إلى 3.3%.
يبلغ حجم القوى العاملة حوالي 3 ملايين موزعة على القطاع الصناعي (29.3%) والقطاع الزراعي (8.9%) وقطاع البناء (8%) وقطاع النقل والمواصلات (8.2%) والخدمات (45.6%).
بلغت الواردات إلى الميزانية حوالي 5.2 مليار دولار والانفاقات حوالي 5.6 مليار دولار.

### الصناعات
- تصنيع المواد المعدنية والآلات ومركبات النقل
- تصنيع المنتجات الكيميائية والمطاطية والبتروكيميائية
- إنتاج الورق ووسائط الطباعة
- الصناعات النسيجية
- توليد الطاقة الكهربائية و استخراج الغاز والفحم والوقود النووي

يتم توليد الطاقة الكهربائية من الوقود الأحفوري (30.3%) ومن مصادر مائية (16%) ومن الطاقة النووية (53.6%).

### الزراعة
- زراعة الحبوب والبطاطا والشوندر السكري والفواكه
- تربية الخنازير والدواجن والمواشي
- ومنتجات الغابات

### الاستيراد والتصدير
حجم الصادرات 12.9 مليار دولار وتشمل المعدات الصناعية ووسائل نقل 39.4%، البضائع النصف مصنعة 27.5%، المنتجات الكيميائية 8%.
أهم المستوردين ألمانيا 30.1%، جمهورية التشيك 16.4%، النمسا 10.7%، إيطاليا 7.2%، بولندا 5.7%، المجر 4.6%.
حجم الواردات 15.4 مليار دولار وتشمل معدات صناعية ووسائل نقل 37.7%، بضائع نصف مصنعة 18%، وقود 13%، منتجات كيميائية 11%.
أهم المصدرين ألمانيا 24.8%، جمهورية التشيك 16%، روسيا 13.5%، النمسا 7%، إيطاليا 6.4%، فرنسا 4%،
حجم الديون الخارجية 9.6 مليار دولار.

### العلوم
تُعدّ الأكاديمية السلوفاكية للعلوم أهم مؤسسة علمية وبحثية في البلاد منذ عام 1953. وقد قدم السلوفاكيون مساهمات علمية وتقنية ملحوظة عبر التاريخ. تُجري سلوفاكيا حاليًا عملية تفاوض لتصبح عضوًا في وكالة أوروبا للفضاء. منحت صفة مراقب في عام 2010، عندما وقعت سلوفاكيا على الاتفاقية العامة للتعاون جرى بموجبها تبادل المعلومات حول برامج التعليم المستمر ووجّهت الدعوة لسلوفاكيا للمشاركة في المفاوضات المختلفة لوكالة الفضاء الأوروبية. عام 2015، وقعت سلوفاكيا على اتفاقية الدول الأوروبية المتعاونة والتي التزمت على أساسها سلوفاكيا ببرنامج الدخول المالي المسمى PECS (خطة الدول المتعاونة الأوروبية) والذي يعد بمثابة التحضير للعضوية الكاملة. يمكن لمنظمات البحث والتطوير السلوفاكية أن تتقدم بطلب لتمويل مشاريع تتعلق بتطوير تكنولوجيات الفضاء. ومن المتوقع أن تحصل سلوفاكيا على العضوية الكاملة في وكالة الفضاء الأوروبية في عام 2020 بعد التوقيع على اتفاقية وكالة الفضاء الأوروبية. وستكون سلوفاكيا ملزمة بتحديد ميزانية الدولة بما في ذلك تمويل وكالة الفضاء الأوروبية. حلّت سلوفاكيا في المرتبة 45 في مؤشر الابتكار العالمي عام 2023، ثم تراجعت للمركز 46 في مؤشر عام 2024.

## القوات المسلحة
يتألف الجيش من عدة أقسام وهي:
- القوات البرية
- القوات الجوية والدفاع الجوي
- حرس الحدود
- قوات الدفاع المدني
- قوات السكك الحديدية

الخدمة العسكرية، تم إلغاء الخدمة الإلزامية عام 2006 وتحويل الجيش إلى جيش احترافي متخصص من المتطوعين.
ينفق على الجيش حوالي 406 مليون دولار وما يعادل 1.89% من الناتج المحلي.

## روابط ذات صلة
- The Guide To The Slovak Republic
- slovakia tourism

1. ↑  على الرغم من بعض محاولات المطالبة بالديمقراطية والتغيير التي انتهت باجتياح القوات السوفيتية وقوات حلف وارسو لتشيكوسلوفاكيا عام 1968 وفرض نظام موالي للإتحاد السوفيتي